# Savigny-en-Septaine
Pour les articles homonymes, voir Savigny.
Savigny-en-Septaine est une commune française située dans le département du Cher, en région Centre-Val de Loire.

## Géographie
Le territoire de la commune est traversé par la rivière de l'Airain.

### Climat
Pour des articles plus généraux, voir Climat du Centre-Val de Loire et Climat du Cher.
En 2010, le climat de la commune est de type climat océanique dégradé des plaines du Centre et du Nord, selon une étude du CNRS s'appuyant sur une série de données couvrant la période 1971-2000. En 2020, Météo-France publie une typologie des climats de la France métropolitaine dans laquelle la commune est exposée à un climat océanique altéré et est dans la région climatique  Centre et contreforts nord du Massif Central, caractérisée par un air sec en été et un bon ensoleillement. 
Pour la période 1971-2000, la température annuelle moyenne est de 11,1 °C, avec une amplitude thermique annuelle de 15,7 °C. Le cumul annuel moyen de précipitations est de 757 mm, avec 11,4 jours de précipitations en janvier et 7,5 jours en juillet. Pour la période 1991-2020, la température moyenne annuelle observée sur la station météorologique la plus proche, située sur la commune de Farges-en-Septaine à 8 km à vol d'oiseau, est de 11,9 °C et le cumul annuel moyen de précipitations est de 756,5 mm,. Pour l'avenir, les paramètres climatiques de la commune estimés pour 2050 selon différents scénarios d'émission de gaz à effet de serre sont consultables sur un site dédié publié par Météo-France en novembre 2022.

## Urbanisme

### Typologie
Au 1er janvier 2024, Savigny-en-Septaine est catégorisée bourg rural, selon la nouvelle grille communale de densité à 7 niveaux définie par l'Insee en 2022.
Elle est située hors unité urbaine. Par ailleurs la commune fait partie de l'aire d'attraction de Bourges, dont elle est une commune de la couronne,. Cette aire, qui regroupe 111 communes, est catégorisée dans les aires de 50 000 à moins de 200 000 habitants,.

### Occupation des sols
L'occupation des sols de la commune, telle qu'elle ressort de la base de données européenne d’occupation biophysique des sols Corine Land Cover (CLC), est marquée par l'importance des territoires agricoles (76,1 % en 2018), en augmentation par rapport à 1990 (70,2 %). La répartition détaillée en 2018 est la suivante : 
terres arables (57,5 %), prairies (15,9 %), forêts (13,7 %), zones industrielles ou commerciales et réseaux de communication (5,4 %), zones urbanisées (3,1 %), zones agricoles hétérogènes (2,7 %), milieux à végétation arbustive et/ou herbacée (1,6 %).
L'évolution de l’occupation des sols de la commune et de ses infrastructures peut être observée sur les différentes représentations cartographiques du territoire : la carte de Cassini (XVIIIe siècle), la carte d'état-major (1820-1866) et les cartes ou photos aériennes de l'IGN pour la période actuelle (1950 à aujourd'hui).

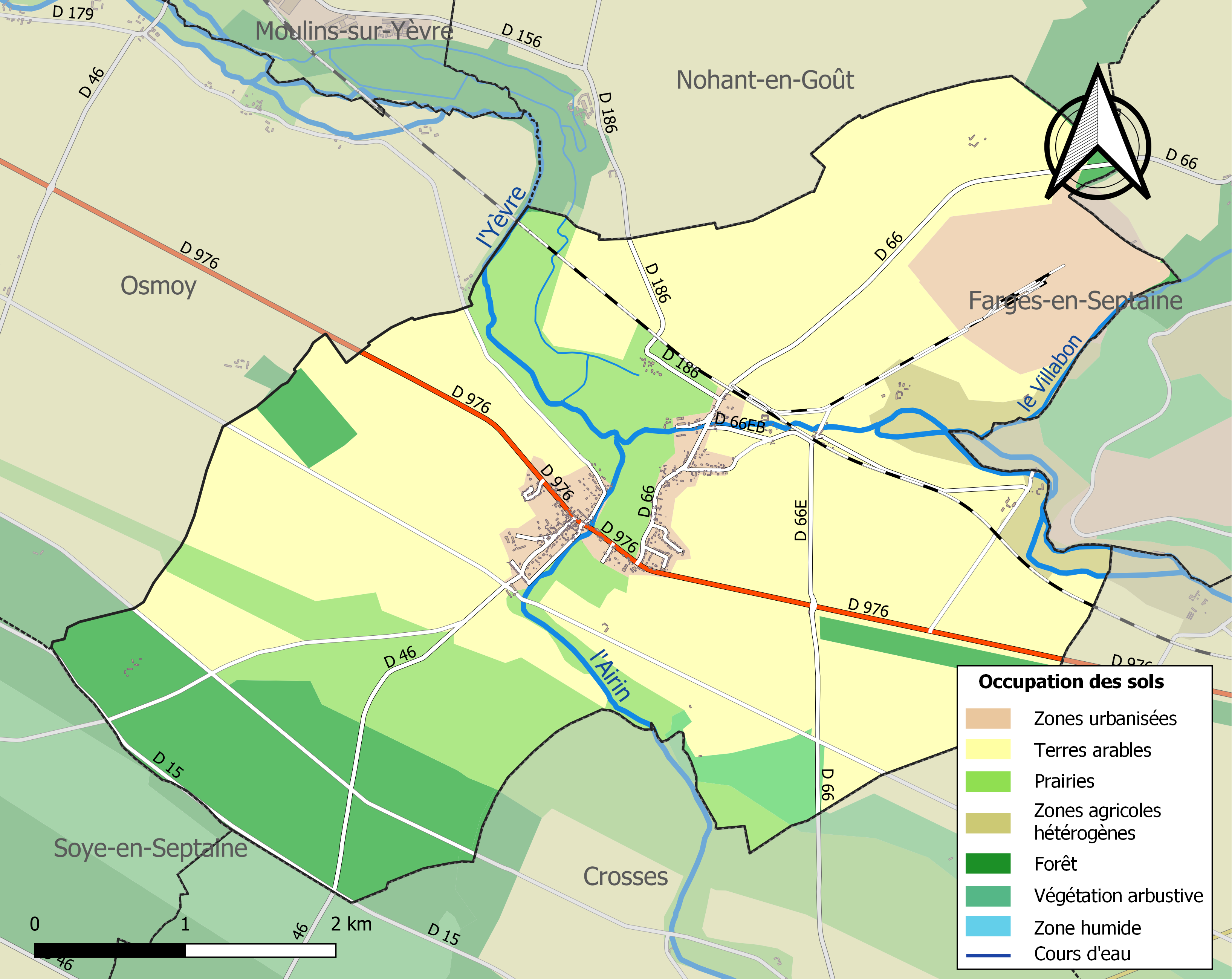
Carte des infrastructures et de l'occupation des sols de la commune en 2018 (CLC).

### Risques majeurs
Le territoire de la commune de Savigny-en-Septaine est vulnérable à différents aléas naturels : météorologiques (tempête, orage, neige, grand froid, canicule ou sécheresse), mouvements de terrains et séisme (sismicité faible). Il est également exposé à deux risques technologiques,  le transport de matières dangereuses et. Un site publié par le BRGM permet d'évaluer simplement et rapidement les risques d'un bien localisé soit par son adresse soit par le numéro de sa parcelle.

#### Risques naturels

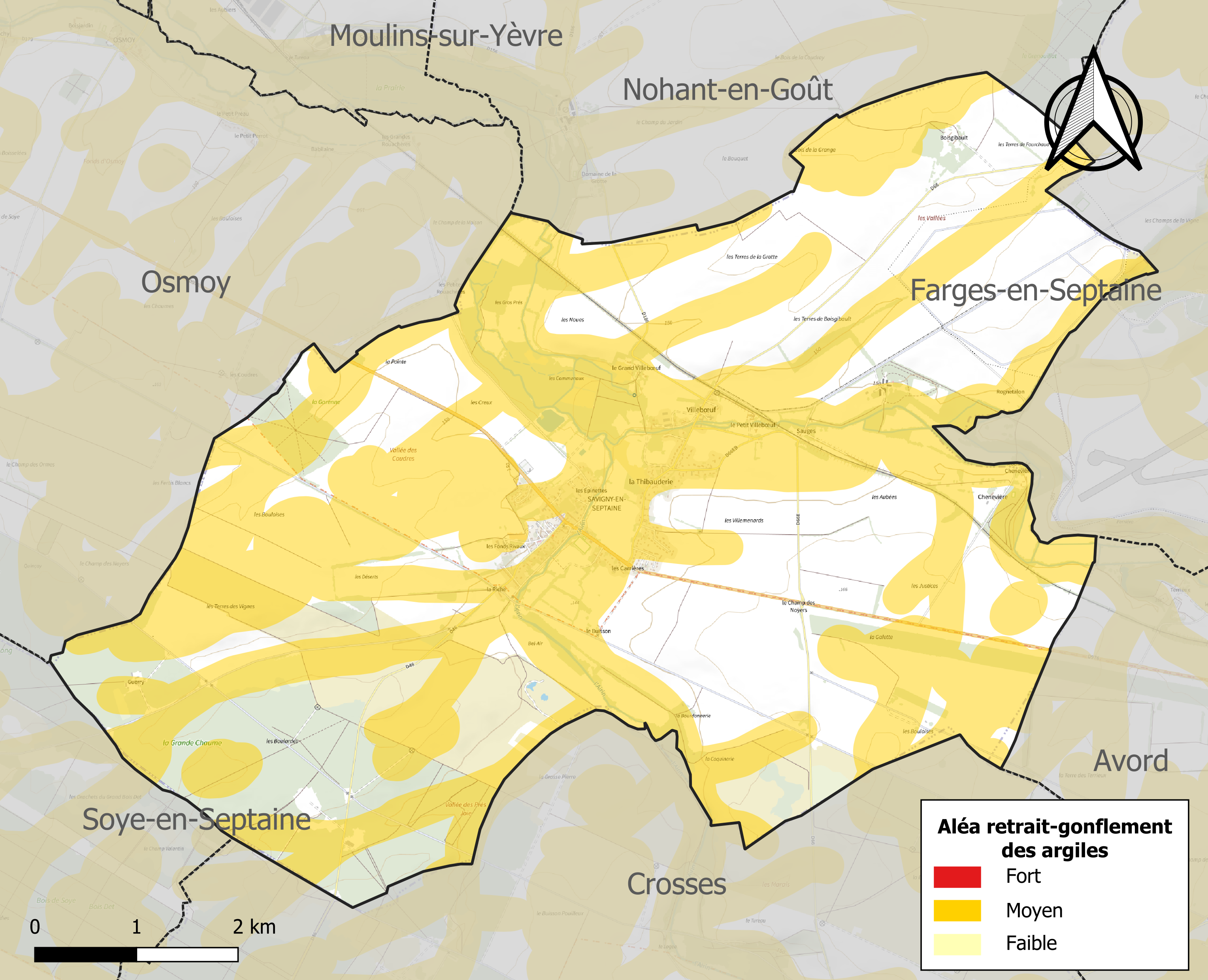
Carte des zones d'aléa retrait-gonflement des sols argileux de Savigny-en-Septaine.

La commune est vulnérable au risque de mouvements de terrains constitué principalement du retrait-gonflement des sols argileux. Cet aléa est susceptible d'engendrer des dommages importants aux bâtiments en cas d’alternance de périodes de sécheresse et de pluie. 57,9 % de la superficie communale est en aléa moyen ou fort (90 % au niveau départemental et 48,5 % au niveau national). Sur les 311 bâtiments dénombrés sur la commune en 2019, 266 sont en aléa moyen ou fort, soit 86 %, à comparer aux 83 % au niveau départemental et 54 % au niveau national. Une cartographie de l'exposition du territoire national au retrait gonflement des sols argileux est disponible sur le site du BRGM,.
Concernant les mouvements de terrains, la commune a été reconnue en état de catastrophe naturelle au titre des dommages causés par la sécheresse en 1989 et par des mouvements de terrain en 1999.

#### Risques technologiques
Le risque de transport de matières dangereuses sur la commune est lié à sa traversée par des infrastructures routières ou ferroviaires importantes ou la présence d'une canalisation de transport d'hydrocarbures. Un accident se produisant sur de telles infrastructures est en effet susceptible d’avoir des effets graves au bâti ou aux personnes jusqu’à 350 m, selon la nature du matériau transporté. Des dispositions d’urbanisme peuvent être préconisées en conséquence.
En cas d’accident grave, certaines installations nucléaires sont susceptibles de rejeter dans l’atmosphère de l’iode radioactif. La commune étant située à proximité d’installations militaires de défense, la base aérienne 702 Avord, elle est exposée au risque nucléaire. À ce titre les habitants de la commune ont bénéficié, à titre préventif, d'une distribution de comprimés d’iode stable dont l’ingestion avant rejet radioactif permet de pallier les effets sur la thyroïde d’une exposition à de l’iode radioactif. En cas d'incident ou d'accident nucléaire, des consignes de confinement ou d'évacuation peuvent être données et les habitants peuvent être amenés à ingérer, sur ordre du préfet, les comprimés en leur possession.

## Histoire
Dans le roman posthume de Gustave Flaubert, Bouvard et Pécuchet, en 1839, Me Tardivel, notaire à Savigny-en-Septaine écrit à Bouvard qu'il hérite de son père naturel.
La tragédie des puits de Guerry de juillet et d'août 1944 à Savigny-en-Septaine fut le théâtre du seul crime contre l'humanité, stricto sensu, sur le territoire français, contre des juifs, avec l'assassinat par la Milice française de sept Juifs au cimetière de Rillieux , de juin 1944, ayant valu à Paul Touvier une condamnation pour complicité de crimes contre l’humanité, en représailles à l'assassinat de Philippe Henriot.

## Politique et administration
| Période                                  | Période                         | Identité         | Étiquette | Qualité           |
| ---------------------------------------- | ------------------------------- | ---------------- | --------- | ----------------- |
| Les données manquantes sont à compléter. |                                 |                  |           |                   |
| mars 2001                                | En cours (au 27 septembre 2014) | Dominique Marcel | DVD       | Chef d'entreprise |

## Démographie
L'évolution du nombre d'habitants est connue à travers les recensements de la population effectués dans la commune depuis 1793. Pour les communes de moins de 10 000 habitants, une enquête de recensement portant sur toute la population est réalisée tous les cinq ans, les populations de référence des années intermédiaires étant quant à elles estimées par interpolation ou extrapolation. Pour la commune, le premier recensement exhaustif entrant dans le cadre du nouveau dispositif a été réalisé en 2008.

En 2022, la commune comptait 710 habitants, en évolution de +0,85 % par rapport à 2016 (Cher : −2,48 %, France hors Mayotte : +2,11 %).
| 1793 | 1800 | 1806 | 1821 | 1831 | 1836 | 1841 | 1846 | 1851 |
| ---- | ---- | ---- | ---- | ---- | ---- | ---- | ---- | ---- |
| 527  | 470  | 516  | 536  | 521  | 564  | 531  | 623  | 728  |

| 1856 | 1861 | 1866 | 1872 | 1876 | 1881 | 1886 | 1891 | 1896 |
| ---- | ---- | ---- | ---- | ---- | ---- | ---- | ---- | ---- |
| 728  | 719  | 692  | 716  | 680  | 671  | 681  | 637  | 614  |

| 1901 | 1906 | 1911 | 1921 | 1926 | 1931 | 1936 | 1946 | 1954 |
| ---- | ---- | ---- | ---- | ---- | ---- | ---- | ---- | ---- |
| 591  | 592  | 590  | 503  | 536  | 522  | 460  | 538  | 531  |

| 1962 | 1968 | 1975 | 1982 | 1990 | 1999 | 2006 | 2008 | 2013 |
| ---- | ---- | ---- | ---- | ---- | ---- | ---- | ---- | ---- |
| 504  | 449  | 499  | 546  | 570  | 622  | 661  | 672  | 699  |

| 2018 | 2022 | - | - | - | - | - | - | - |
| ---- | ---- | - | - | - | - | - | - | - |
| 719  | 710  | - | - | - | - | - | - | - |

## Culture locale et patrimoine

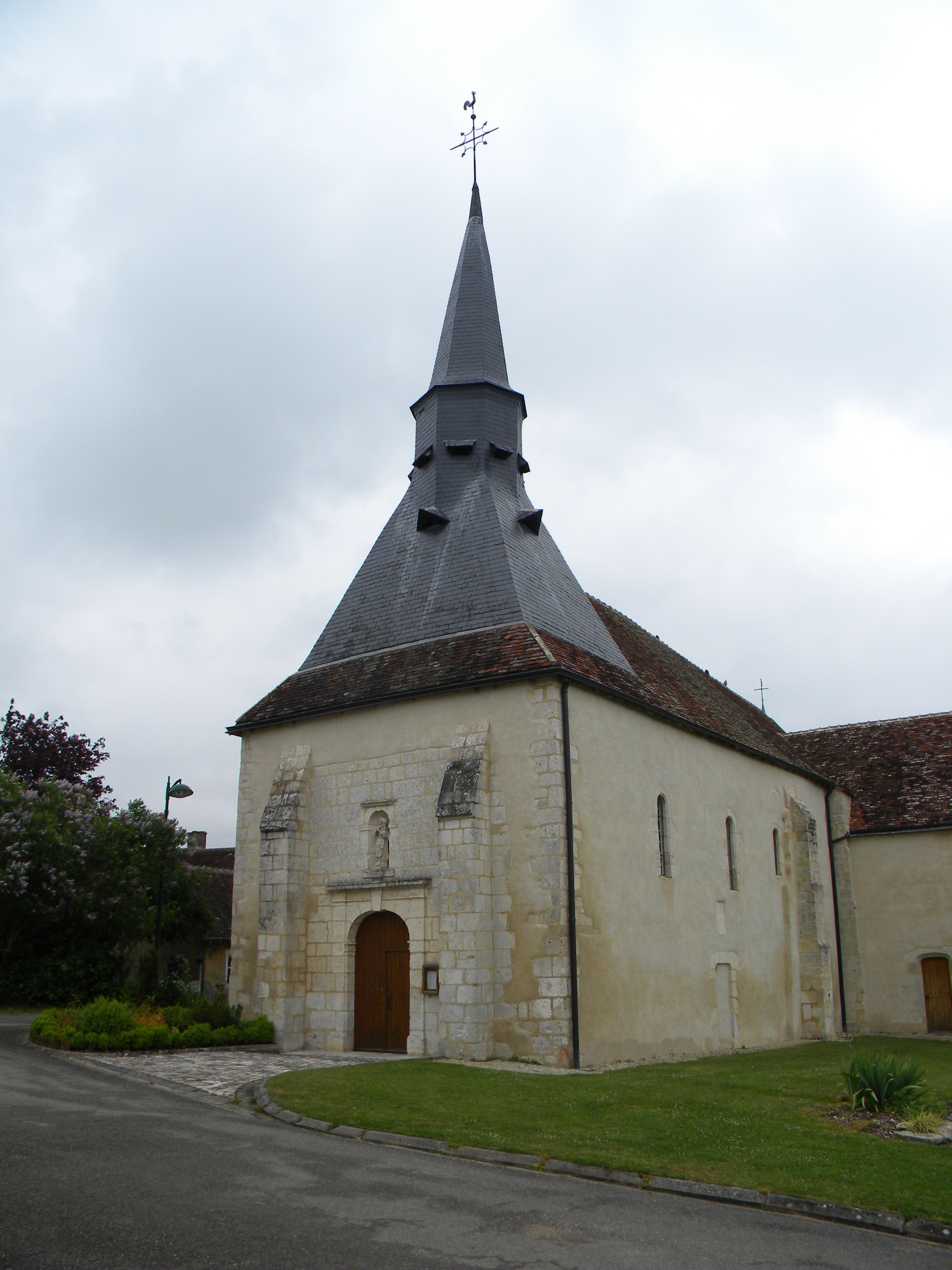
L'église Saint-Germain.

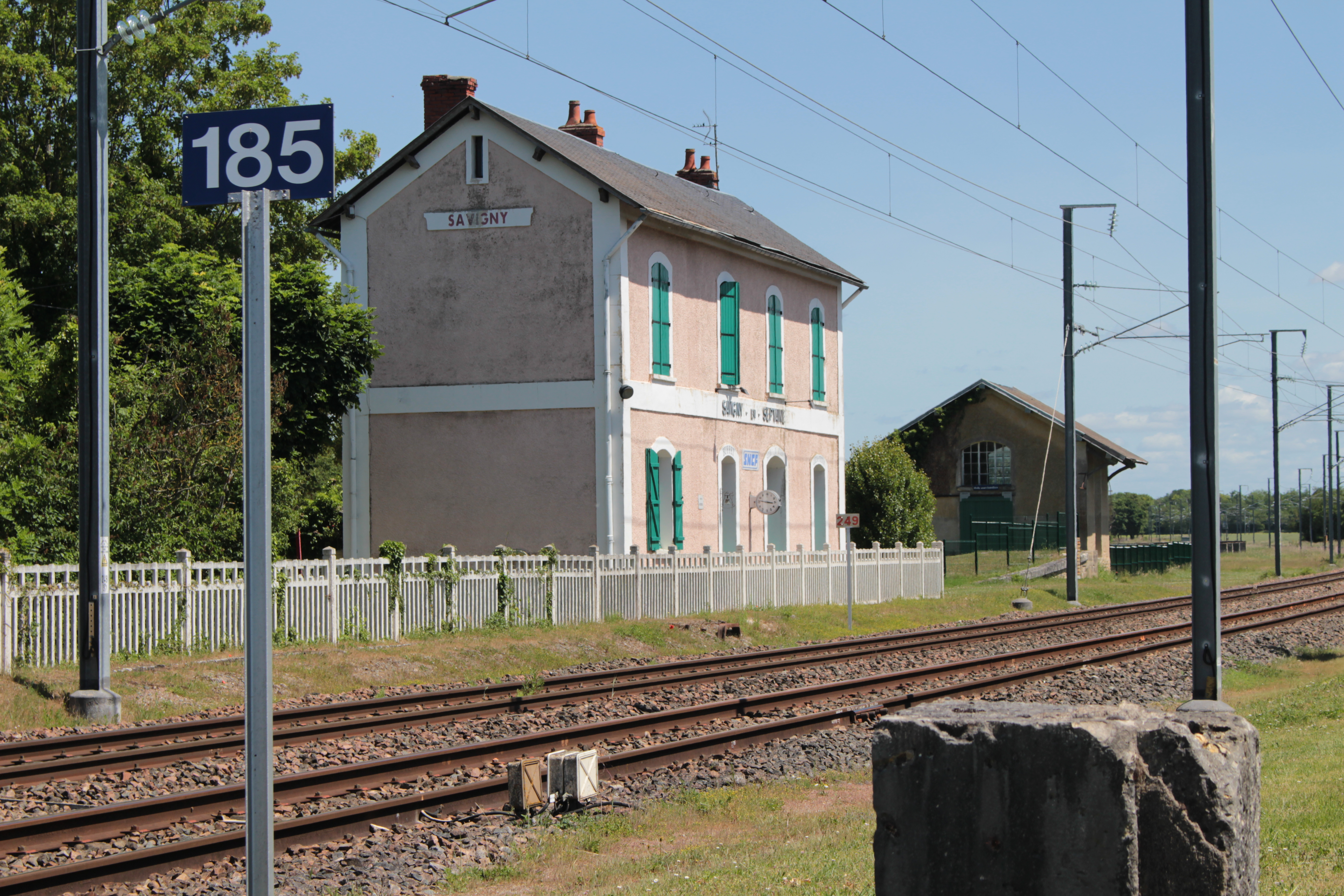
La gare (fermée) sur la ligne de Vierzon à Saincaize (ouverte).

### Lieux et monuments
- L'église Saint-Germain de Savigny-en-Septaine du XIIe siècle.
- Le dépôt de munitions de l'armée de l'air française dans la commune est rattaché depuis 2011 à l'Établissement principal des munitions « Centre » du service interarmées des munitions.

### Personnalités liées à la commune
- Les victimes de la Tragédie des puits de Guerry en juillet et août 1944.
- Opera Multi Steel, groupe rock fondé en 1982 basé sur la commune.

### Héraldique
| Blason de Savigny-en-Septaine | Blason  | De gueules au lion d'argent couronné d'or, au chef ondé cousu d'azur chargé de sept fleurs de lis d'or, ordonnées 4 et 3. |
| Blason de Savigny-en-Septaine | Détails | Le statut officiel du blason reste à déterminer.                                                                          |